# 2016년 KIA 타이거즈 시즌
2016년 KIA 타이거즈 시즌은 KIA 타이거즈의 35번째 시즌이자 김기태 감독의 부임 후 두 번째 시즌이다. 주장은 내야수 김주찬이 맡았다. 팀은 5위를 기록하여 2011년 이후 5년만에 포스트시즌에 진출했다.

## 타이틀
- U-23 야구 월드컵 동메달: 전상현, 황대인
- KBO 골든글러브: 김주찬 (외야수), 최형우 (외야수)
- 플레이어스 초이스 어워드 올해의 선수상: 최형우
- 일구상 최고타자상: 최형우
- 조아제약 프로야구대상 대상: 최형우
- 조아제약 프로야구대상 기량발전상: 서동욱
- ADT캡스 수비상: 서동욱 (2루수)
- 스포츠서울 올해의 선수상: 최형우
- 스포츠서울 올해의 프런트상: 허영택
- 카스포인트 어워즈 카스포인트 대상: 최형우
- 카스포인트 어워즈 타자 1위: 최형우
- 한국갤럽 선정 좋아하는 국내 프로야구 선수: 양현종 (4위), 윤석민 (7위)
- 황금사자기 전국고교야구대회 70주년 기념 현역 올스타: 윤석민 (우완투수)
- KBO 마케터 선정 전반기 깜짝스타: 홍건희
- 올스타 선발: 김주찬 (외야수)
- 올스타전 추천선수: 헥터, 홍건희, 백용환, 나지완
- 올스타전 우수수비상: 김주찬
- 컴투스프로야구2022 타이틀홀더 라인업: 이범호 (3루수), 김주찬 (좌익수)
- 컴투스프로야구 2010년대 KIA 타이거즈 라인업: 이범호 (3루수), 김주찬 (좌익수), 나지완 (지명타자)
- 컴투스프로야구 아빠와 아들 라인업: 신동수 (불펜코치)
- 컴투스프로야구매니저 에이스 카드: 손영민 (중계투수)
- 포지션 별 연봉 1위: 윤석민 (투수)
- WAR: 헥터 (7.39)
- 완투: 헥터, 양현종 (3)
- 완봉: 헥터 (1)
- 이닝: 헥터 (206.2)
- 퀄리티 스타트: 양현종 (22)
- 투구 수: 헥터 (3334)
- 3루 견제아웃: 임기준 (1)

### 퓨처스리그
- 아시아 윈터 베이스볼 리그 국가대표: 최원준
- 플레이어스 초이스 어워드 퓨처스리그 우수선수상: 박기철
- 퓨처스 올스타: 이준영, 전상현, 신범수, 황대인
- 3루타: 최원준 (8)
- 도루: 최원준 (42)

## 선수단
- 선발투수: 헥터, 양현종, 지크, 임준혁
- 구원투수: 홍건희, 최영필, 윤석민, 김광수, 임기준, 김윤동, 고효준, 박준표, 정동현, 김진우, 심동섭, 김명찬, 정용운, 곽정철, 유창식, 한승혁, 이준영, 전상현, 한기주
- 마무리투수: 임창용, 배힘찬
- 포수: 이성우, 한승택, 백용환, 이홍구
- 1루수: 필
- 2루수: 서동욱, 홍재호, 안치홍, 윤해진, 김민우
- 유격수: 강한울, 김선빈, 최병연, 박찬호, 고장혁
- 3루수: 이범호, 김주형, 황대인
- 좌익수: 김주찬, 윤정우, 김원섭
- 중견수: 김호령
- 우익수: 노수광, 김다원, 오준혁, 최원준, 신종길, 이호신, 이진영
- 지명타자: 나지완

## 시범 경기
| 순위 | 구단 | 승 | 패 | 무 | 승률  | 승차 |
| ---- | ---- | -- | -- | -- | ----- | ---- |
| 1위  | 삼성 | 11 | 5  | 0  | 0.688 | -    |
| 2위  | kt   | 10 | 5  | 1  | 0.667 | 0.5  |
| 3위  | 두산 | 8  | 5  | 3  | 0.615 | 1.5  |
| 4위  | 한화 | 9  | 7  | 0  | 0.563 | 2.0  |
| 5위  | NC   | 8  | 8  | 1  | 0.500 | 3.0  |
| 5위  | KIA  | 7  | 7  | 1  | 0.500 | 3.0  |
| 7위  | LG   | 7  | 8  | 2  | 0.467 | 3.5  |
| 8위  | SK   | 6  | 8  | 2  | 0.429 | 4.0  |
| 9위  | 넥센 | 5  | 10 | 1  | 0.333 | 5.5  |
| 10위 | 롯데 | 3  | 11 | 3  | 0.214 | 7.0  |

## 정규 시즌

### 최종 순위
| 순위 | 구단          | 경기수 | 승 | 무 | 패 | 승률  | 승차 |
| ---- | ------------- | ------ | -- | -- | -- | ----- | ---- |
| 1    | 두산 베어스   | 144    | 93 | 1  | 50 | 0.650 | -    |
| 2    | NC 다이노스   | 144    | 83 | 3  | 58 | 0.589 | 9    |
| 3    | 넥센 히어로즈 | 144    | 77 | 1  | 66 | 0.538 | 16   |
| 4    | LG 트윈스     | 144    | 71 | 2  | 71 | 0.500 | 21.5 |
| 5    | KIA 타이거즈  | 144    | 70 | 1  | 73 | 0.490 | 23   |
| 6    | SK 와이번스   | 144    | 69 | 0  | 75 | 0.479 | 24.5 |
| 7    | 한화 이글스   | 144    | 66 | 3  | 75 | 0.468 | 26   |
| 8    | 롯데 자이언츠 | 144    | 66 | 0  | 78 | 0.458 | 27.5 |
| 9    | 삼성 라이온즈 | 144    | 65 | 1  | 78 | 0.455 | 28   |
| 10   | kt 위즈       | 144    | 53 | 2  | 89 | 0.373 | 39.5 |

### 상대별 승패표
- (승-무-패)

| 상대 | 두산   | 삼성  | NC    | 넥센   | SK    | 한화  | 롯데   | LG    | kt     | 합계    |
| ---- | ------ | ----- | ----- | ------ | ----- | ----- | ------ | ----- | ------ | ------- |
| KIA  | 5-0-11 | 8-0-8 | 7-0-9 | 5-0-11 | 8-0-8 | 9-0-7 | 10-0-6 | 7-1-8 | 11-0-5 | 70-1-73 |

## 여담
- 홈구장인 광주-기아 챔피언스 필드의 좌석 규모를 기존 22244석에서 20500석으로 축소했다.
- 최영필은 시범경기에서 3홀드를 기록해 2015년 이후 KBO 시범경기 사상 40대 투수 단일 시즌 최다 기록을 세웠다.
- 김명찬은 전반기 스트라이크 중 루킹 스트라이크 비율 100%로 2013년 이후 KBO 리그 단일 시즌 전반기 최고 기록을 세웠다.
- 임기준은 2013년 이후 KBO 리그에서 처음으로 3루 견제아웃을 잡아낸 투수가 되었다.
- 지크는 이 시즌 2013년 이후 KBO 리그에서 규정 이닝을 채운 투수 중 단일 시즌 스트라이크 한가운데 투구 비율이 가장 높았다.
- 서동욱은 상대 투수들의 스트라이크 존 내 투구 비율 55.5%로 2013년 이후 규정 타석 충족 타자 중 단일 시즌 최고치를 기록했다.
- 김호령은 상대 투수들의 스트라이크 존 한가운데 투구 비율 14.5%로 2013년 이후 규정 타석 충족 타자 중 단일 시즌 최고치를 기록했다.
- 김주찬은 루킹 삼진을 1번만 당해 2013년 이후 규정 타석 충족 타자 중 단일 시즌 최소 기록을 세웠다.
- 조용호는 헛스윙 삼진 대비 루킹 삼진 비율 1.5%로 2013년 이후 규정 타석 충족 타자 중 단일 시즌 최저 기록을 세웠다.
- 최원준은 이 시즌까지 득점권 장타율 1.400, 득점권 OPS 2.200, 대타 타율 1.000을 기록하여 2013년 이후 KBO 리그 10대 타자 통산 최고 기록을 세웠다.
- 이 시즌은 KBO리그 사상 21번째로 규정 이닝 충족 투수 전원이 양수 WAR을 기록한 시즌이다. 이 중 가장 WAR이 낮았던 지크는 WAR 2.14를 기록했다.
- 최원준은 2013년 이후 KBO 리그 10대 외야수 중 처음으로 2루 》3루 태그업에 성공했다.
- 와일드카드 결정전 1차전에서 LG 트윈스에 승리했는데, 정규 시즌 5위 팀이 4위 팀에게 한 경기라도 이긴 것은 이때가 최초였다. 그리고 1차전에서 헥터, 고효준, 임창용은 KBO 와일드카드 결정전의 1호 선발승, 홀드, 세이브의 주인공이 되었다.
- 지크는 이 시즌을 끝으로 KBO 리그를 떠나 KBO 리그 외국인 투수 통산 포스트시즌 최고 피안타율(1.000) 기록을 세웠다.
- 임창용은 KBO 리그 40대 투수 최초로 포스트시즌에서 세이브를 기록했다.